# Knack Roeselare
El Knack Randstand Roeselare, oficialmente Volleyteam Roeselare, es un equipo de voleibol belga de la ciudad de Roeselare. Actualmente compite en la conocida como Ethias League, primera división del país, de la cual es vigente campeón. 

## Historia
Fundado en 1964, tarda una década en ascender hasta la Primera División de Bélgica y otros quince años en ganar sus primeros títulos logrando el doblete campeonato-copa nacional en la temporada 1988-89. Gracias a los éxitos obtenidos a partir de la temporada 1999-2000 se ha convertido en una de las dos superpotencias del voleibol belga junto al Noliko Maaseik. Además es el único club de su país que haya triunfado en una competición continental, precisamente en la temporada 2001-2002 cuando se ha proclamado campeón de la Copa CEV derrotando en la final four disputada en la ciudad polaca de Częstochowa los portugueses del SC Espinho por 3-1.
En Europa ha sido también subcampeón de la Challenge Cup en las temporadas 1997-98 cuando fue derrotado por el Sisley Treviso por 0-3 (en inglés) y 1998-99 cuando fue vencido por otro equipo italiano, el Palermo Volley, nuevamente por 3-0.
El 12 de febrero de 2017 el club se proclama por décima vez campeón de la Copa de Bélgica logrando ganarle al Noliko Maaseik por un resultado de 3-0. Después de ganar la décima Copa, el equipo de Roeslare continuó realizando una gran competición doméstica consiguiendo clasificarse para la fase de ganadores. En esta fase, lograron clasificarse después de diez intensos partidos, para la gran final al mejor de cinco partidos. Al cuarto encuentro, los azulones fueron capaces de alzar por un apretado 3-2 su undécima liga.

## Palmarés
- Ethias League (11)

1988-89, 1999-00, 2004-05, 2005-06, 2006-07, 2009-10, 2012-13, 2013-14, 2014-15, 2015-16, 2016-17.
- Copa de Bélgica (11)

1988-89, 1989-90, 1993-94, 1999-00, 2004-05, 2005-06, 2010-11, 2012-13, 2015-16, 2016-17, 2017-18.
- Supercopa de Bélgica (8)

2000, 2004, 2005, 2007, 2010, 2013, 2014, 2018
- Copa CEV (1)

2001-02
3º lugar (1): 1994-95
- Challenge Cup
- 2º lugar (2): 1997-98, 1998-99